# みっちりねこ
みっちりねこ（Mitchiri Neko）は、株式会社フレンセルでデザインされたキャラクター。

## 概要
2012年、ファミ通webコミックで連載開始、デビュー。コミックと連動したゲームアプリ『みっちりねこみっくす』を公開し100万ダウンロードを早期達成。2013年4月、ショートムービー『みっちりねこマーチ』をYouTubeでプロモーション公開し、2022年8月現在で再生回数は1,800万回を突破している。2018年1月からTOKYO MXでアニメ『みっちりねこ』の放送と、LINEマンガで4コマコミック掲載を開始。同年10月に宝島社からイラストBOOK「みっちりねこらいふ」発売。

## 登場キャラクター

### 主要メンバー
ぴよぴよ
声 - 神谷浩史
本作のメインキャラクター。いつもひよこと一緒のねこ。カウベルを鳴らすとひよこが何かを披露する。目覚ましやアラームにもなるという噂がある。
カラフル
声 - 中村悠一
ハデハデ大好きかと思いきや持ち物や部屋は意外とシンプル。自分が一番目立つようにしているらしい。
リボン
声 - 早見沙織
どうやら最近気になるねこがいる恋する乙女ねこ。恥ずかしがり屋でなかなか声をかけられない。リボンで女子力をあげて気になるねこにアピール中。
ハニー
声 - 櫻井孝宏
みつばちに似た空飛ぶねこ。見た目に似合わず辛いものが大好きらしい。
ミッチー
声 - 福山潤
毎日ダラダラゆるゆる過ごすのが大好きなねこ。チャームポイントは頭のくせ毛とおなかにあるハート型の模様。学校に行くわけでもないのにランドセルがお気に入り。
レッド
悪者をやっつける使命に燃えるねこ。カラフルな仲間がかなりたくさんいるらしい。テンションがとても高く、正直あつくるしい。
まじーごろー
手品を見せてくれるマジシャンねこ。しかしどうも話芸の方が得意そう。大技はめんどうくさいので正月まで待てと言われている。
迷探偵
足跡や指紋にとても興味があるねこ。何かを調べたり追いかけたりいつも他の誰かを尾行している。
みけ
和の心を忘れないぽっちゃりねこ。いつもひなたぼっこばかりしているが、ごはん、とつぶやくと飛んでくる。
百ねこの王
ふさふさのタテガミが生えたネコ科のいきもの。いつも何かをもりもり食べている。
はなちゃん
「女の子らしい」花飾りの首輪をしているねこ。おしゃれでぶりっこな、世界で一番自分がかわいいと信じて疑わない。

### くろねこ団
ボス
みっちりねこのスピンオフ的なキャラクターで、くろねこ団のボスを名乗る。
まるぶちさん
くろねこ団の頼りになる団員。大きな黒いブチ猫。

## 設定
なぜかどんどん集まり続ける不思議でカワイイねこのような生き物『みっちりねこ』。言葉をしゃべったり、ニンゲンのマネをしたり、いろんな個性をもった400種以上のねこが大集合。

## 書籍
ファミ通BOOKS
- 『まるまるみっちりねこぶっくす』 2013年6月6日発売 ISBN 978-4-04-728998-7

主婦と生活社
- 『みっちりねこ1』 2015年11月27日発売 ISBN 978-4-391-14795-7
- 『みっちりねこ2【オールカラー版】』（電子書籍） 2018年2月5日発売

日本文芸社
- 『みっちりねこうらない おどろくほど当たる 12タイプ別で占うガチ鑑定』 2018年1月29日発売 ISBN 978-4-537-21559-5

宝島社
- 『みっちりねこらいふ』 2018年10月15日発売 ISBN 978-4-8002-8808-0

## ゲームアプリ
- 「みっちりねこバブル」
- 「みっちりねこ だっしゅ！」（配信終了）
- 「みっちりねこPOP」（配信終了）
- 「みっちりねこみっくす」（配信終了）
- 「みっちりねこみっくす2」（配信終了）

## テレビアニメ
2017年10月3日にTVアニメ化が発表され、2018年1月4日よりTOKYO MXにて放送。

### スタッフ
- 原作：フレンセル[6]
- 企画・プロデューサー：佐藤正
- 監督：矢立きょう[6]
- アニメーション制作：helo.inc[6]
- 音楽：小林哲也（G-angle）[6]
- 製作：みっちりねこ製作委員会[6]

## 商品化
ファンシーグッズ、ステーショナリー、アパレル等、幅広いカテゴリーで400種以上を商品化。